# Oxen
Pour plus de détails, voir Fiche technique et Distribution.
Oxen est un film suédois réalisé par Sven Nykvist, sorti en 1991. Le film fut nommé à l'Oscar du meilleur film en langue étrangère.

## Fiche technique
- Titre : Oxen
- Réalisation : Sven Nykvist
- Scénario : Sven Nykvist et Lasse Summanen
- Production :   J.E. Beaucaire, Jean Doumanian, Klas Olofsson et Joseph C. Stillman
- Musique : Luboš Fišer
- Photo : Sven Nykvist
- Pays :  Suède,  Norvège et  Danemark
- Genre : drame
- Durée : 92 minutes
- Date de sortie :  1991

## Distribution
- Stellan Skarsgård : Helge Roos
- Ewa Fröling : Elfrida Roos
- Lennart Hjulström : Svenning Gustafsson
- Max von Sydow : Vicar
- Liv Ullmann : Mrs. Gustafsson
- Björn Granath : Flykt
- Erland Josephson : Sigvard Silver